# Ilhas Cayman nos Jogos Olímpicos de Verão de 2016
Ilhas Cayman participou dos Jogos Olímpicos de Verão de 2016, que foram realizados na cidade do Rio de Janeiro, no Brasil, entre os dias 5 e 21 de agosto de 2016.

## Natação
| Atleta          | Prova        | Eliminatórias | Eliminatórias | Semifinal   | Semifinal   | Final       | Final       |
| Atleta          | Prova        | Tempo         | Pos.          | Tempo       | Pos.        | Tempo       | Pos.        |
| --------------- | ------------ | ------------- | ------------- | ----------- | ----------- | ----------- | ----------- |
| Geoffrey Butler | 400 m livre  | 4:07,87       | 48º           | —           | —           | Não avançou | Não avançou |
| Lara Butler     | 100 m costas | 1:04,98       | 29º           | Não avançou | Não avançou | Não avançou | Não avançou |